# Troiițke, Petropavlivka
Troiițke (în ucraineană Троїцьке) este o comună în raionul Petropavlivka, regiunea Dnipropetrovsk, Ucraina, formată numai din satul de reședință.

## Demografie
Componența lingvistică a satului Troiițke
     Ucraineană (94,94%)
     Rusă (4,88%)
     Alte limbi (0,12%)
Conform recensământului din 2001, majoritatea populației satului Troiițke era vorbitoare de ucraineană (94,94%), existând în minoritate și vorbitori de rusă (4,88%).